# Prémios Sophia de 2015
A 4.ª Edição dos Prémios Sophia ocorreu a 2 de abril de 2015, no Centro Cultural de Belém, em Lisboa. Os nomeados foram revelados no dia 4 de março de 2015. A cerimónia foi transmitida em direto na RTP2.

## Vencedores e nomeados
NotaOs vencedores estão destacados a negrito.
| Melhor filme | Melhor realizador |
| --- | --- |
| - Os Gatos não Têm Vertigens - A Vida Invisível - O Grande Kilapy - Os Maias | - António-Pedro Vasconcelos — Os Gatos não Têm Vertigens - Vítor Gonçalves — A Vida Invisível - Zézé Gamboa — O Grande Kilapy - João Botelho — Os Maias                                                                                       |
| Melhor ator principal | Melhor atriz principal |
| - João Jesus — Os Gatos não Têm Vertigens - Filipe Duarte — A Vida Invisível - Graciano Dias — Os Maias - João Lagarto — O Grande Kilapy | - Maria do Céu Guerra — Os Gatos não Têm Vertigens - Leonor Seixas — Sei Lá - Maria João Pinho — A Vida Invisível - Sara Barros Leitão — Pecado Fatal                                                                                         |
| Melhor ator secundário | Melhor atriz secundária |
| - João Perry — Os Maias - Manuel Wiborg — O Grande Kilapy - Nicolau Breyner — Os Gatos não Têm Vertigens - Pedro Inês — Os Maias | - Maria João Pinho — Os Maias - Fernanda Serrano — Os Gatos não Têm Vertigens - São José Correia — O Grande Kilapy - Sílvia Rizzo — O Grande Kilapy                                                                                           |
| Melhor argumento original | Melhor direção de fotografia |
| - Tiago Santos — Os Gatos não Têm Vertigens - Luís Alvarães e Luís Carlos Patraquim — O Grande Kilapy - Vítor Gonçalves, Jorge Braz e Mónica Santana Baptista — A Vida Invisível - Frederico Pombares, Henrique Dias e Roberto Pereira — Virados do Avesso | - João Ribeiro — Os Maias - Leonardo Simões — A Vida Invisível - José António Loureiro — Os Gatos não Têm Vertigens - André Szankowski — Cadências Obstinadas                                                                                 |
| Melhor direção de arte | Melhor caracterização / efeitos especiais |
| - Silvia Grabowski — Os Maias - João Torres — O Grande Kilapy - João Torres — Os Gatos não Têm Vertigens - Isabel Branco — Variações de Casanova | - Sano de Perpessac — Os Maias - Sano de Perpessac — O Grande Kilapy - Sandra Pinto — O Grande Kilapy - Íris Peleira — Cadências Obstinadas                                                                                                   |
| Melhor guarda-roupa | Melhor maquilhagem e cabelos |
| - Tânia Franco — Os Maias - Teresa Campos — O Grande Kilapy - Os Burgueses — Os Gatos não Têm Vertigens - Lucha d’Orey — Variações de Casanova | - Sano de Perpessac — Os Maias - Sano de Perpessac — O Grande Kilapy - Susana Correia e Fátima Vieira — Os Gatos não Têm Vertigens - Íris Peleira e Mário Leal — Variações de Casanova                                                        |
| Melhor montagem | Melhor som |
| - Pedro Ribeiro — Os Gatos não Têm Vertigens - Rodrigo Pereira e Rui Alexandre Santos — A Vida Invisível - Pedro Ribeiro — Sei Lá - João Braz — Os Maias                                                                                                   | - Vasco Pedroso, Branko Neskov e Elsa Ferreira — Os Gatos não Têm Vertigens - Hugo Leitão e Branko Neskov — O Grande Kilapy - Pedro Melo e Branko Neskov — Getúlio - Jorge Saldanha — Os Maias                                                |
| Melhor banda sonora original | Melhor canção original |
| - Luís Cília — Os Gatos não Têm Vertigens - Nuno Malo — Doce Amargo Amor - Filipe Coutinho — Pecado Fatal - José M. Afonso — Sei Lá | - Clandestinos do Amor, de Ana Moura — Os Gatos não Têm Vertigens - Fora da Lei versão rock, interpretado pelos Criança Queimada — Nirvana - Unforgettable, de Daniela Galbin — Pecado Fatal - Seta, de André Sardet e Mayra Andrade — Sei Lá |
| Melhor documentário em longa-metragem | Melhor curta-metragem de ficção |
| - E Agora? Lembra-me — Joaquim Pinto - Guerra ou Paz — Rui Simões - Fado Camané — Bruno de Almeida - Alentejo, Alentejo — Sérgio Tréfaut | - Encontradouro — Afonso Pimentel - Cinema — Rodrigo Areias - Coro dos Amantes — Tiago Guedes - Miami – Simão Cayatte - Os Sonâmbulos – Patrick Mendes                                                                                        |
| Melhor curta-metragem documental | Melhor curta-metragem de animação |
| - O Meu Outro País — Solveig Nordlund - À Beira da Europa — Bernardo Cabral - Le Boudin – Salomé Lamas - Luz Clara – Miguel Lima e Vasco Vieira | - Fuligem — David Doutel e Vasco Sá - 20 Desenhos e Um Abraço — José Miguel Ribeiro - Canto dos 4 Caminhos — Nuno Amorim - Foi o Fio — Patrícia Figueiredo                                                                                    |

### Melhor Sophia Estudante
Ficção
- Bestas, de Rui Neto e Joana Nicolau (ULHT)
- Olívia, de Mariana Belo (ESTC)
- Pena Fria, de Luís Costa (UCP do Porto)

Documentário
- Ruas Paralelas, de Ana Almeida e Miguel Saraiva (ETIC)
- Aconteceu Poesia, de Maria João Rijo (ULHT)
- Da Meia-Noite Pró Dia, de Vanessa Duarte (UBI)

Animação
- Osmose, de Rui Silva, David Ferreira, João Santos, Margarida Pereira e Pedro Baginha (ULHT)
- Em Vez de Mimos, Semeava Ovos nas Costas, de Laura Vilares (UBI)
- Night Fright, de João Moura e Simão Carneiro (UCP do Porto)

### Prémios de carreira
- Eunice Muñoz (atriz)
- Luís Miguel Cintra (ator e encenador)

## Nomeações e prémios múltiplos
| Nomeações | Filmes                     |
| --------- | -------------------------- |
| 15        | Os Gatos não Têm Vertigens |
| 13        | O Grande Kilapy            |
| 13        | Os Maias                   |
| 7         | A Vida Invisível           |
| 4         | Sei Lá                     |
| 3         | Pecado Fatal               |
| 3         | Variações de Casanova      |
| 2         | Cadências Obstinadas       |

| Prémios | Filmes                     |
| ------- | -------------------------- |
| 9       | Os Gatos não Têm Vertigens |
| 7       | Os Maias                   |